# Virmondinho
Virmondes Borges Cruvinel Filho, conhecido como Virmondinho (Goiânia, 10 de março de 1980), é uma político brasileiro que serve como deputado estadual por Goiás, atualmente filiado ao União Brasil.

## Vida Política
Cumpriu três mandatos como vereador da cidade de Goiânia entre 2007 e 2014. Atualmente deputado estadual do estado de Goiás e foi o relator do estatuto goiano da microempresa e do estatuto do concurso público.